# Геворкян, Елена Николаевна
Елена Николаевна Геворкян (род. 1953) — советский и российский функционер в области образования, педагог и учёный-экономист, доктор экономических наук (2003), профессор (2004), академик РАО (2012; член-корреспондент РАО с 2007).

## Биография
Родилась 24 января 1953 года в Москве.
В 1976 году окончила факультет авиационного приборостроения Московского авиационного технологического института им. К. Э. Циолковского по специальности инженер-механик. 
С 1976 по 1977 годы работала  лаборантом и старшим лаборантом на факультете авиационного приборостроения МАТИ. С 1979 по 1998 годы работала —
инженером, старшим инженером, старшим экономистом и главным экономистом  в научном управлении Минвуза РСФСР. 
С 1998 по 2000 годы работала — ведущим специалистом, главным специалистом, заместителем начальника и начальником отдела Государственной инспекции по аттестации учебных заведений при Минобразования РФ. С 2000 по 2004 годы — начальник отдела, заместителем начальника и начальник Управления лицензирования, аккредитации и аттестации Минобразования России, руководитель Департамента лицензирования, аккредитации и аттестации Минобразования РФ. 
С 2004 по 2008 годы — заместитель руководителя Федеральной службы по надзору в сфере образования и науки. 30 июля 2008 года Е. Н. Геворкян был присвоен классный чин Действительный государственный советник Российской Федерации 3-го класса (классный чин присвоен Указом Президента РФ от 30 июля 2008 г). 
С 2008 года проректор по научной работе, с 2012 года — первый проректор  Московского городского педагогического университета.
В 1997 году защитила кандидатскую диссертацию на тему:  «инновационные процессы в высшей школе России в условиях переходной экономики», в 2003 году — докторскую диссертацию на тему: «макроэкономические тенденции развития рынка образовательных ресурсов».
31 марта 2007 года Е. Н. Геворкян была избрана член-корреспондентом, а 19 декабря 2012 года — академиком Российской академии образования — состоит в Отделении профессионального образования. Сфера научных интересов: рынок образовательных ресурсов, развитие человеческого капитала в экономике.
Помимо основной деятельностью Е. Н. Геворкян является председателем диссертационного совета, членом Ученого и научно-методического советов  МГПУ, членом рабочих групп Минобрнауки РФ, членом экспертного совета по высшему и послевузовскому профессиональному образованию Комитета Государственной Думы РФ по образованию, членом  Коллегии Федеральной службы по надзору в сфере образования и науки.

## Награды
- Медаль ордена «За заслуги перед Отечеством» II степени (2003)
- Премия Правительства Российской Федерации в области образования (2008)